# Milinac
Milinac is een plaats in de gemeente Levanjska Varoš in de Kroatische provincie Osijek-Baranja. De plaats telt 47 inwoners (2001).